# Ireneusz Dudek

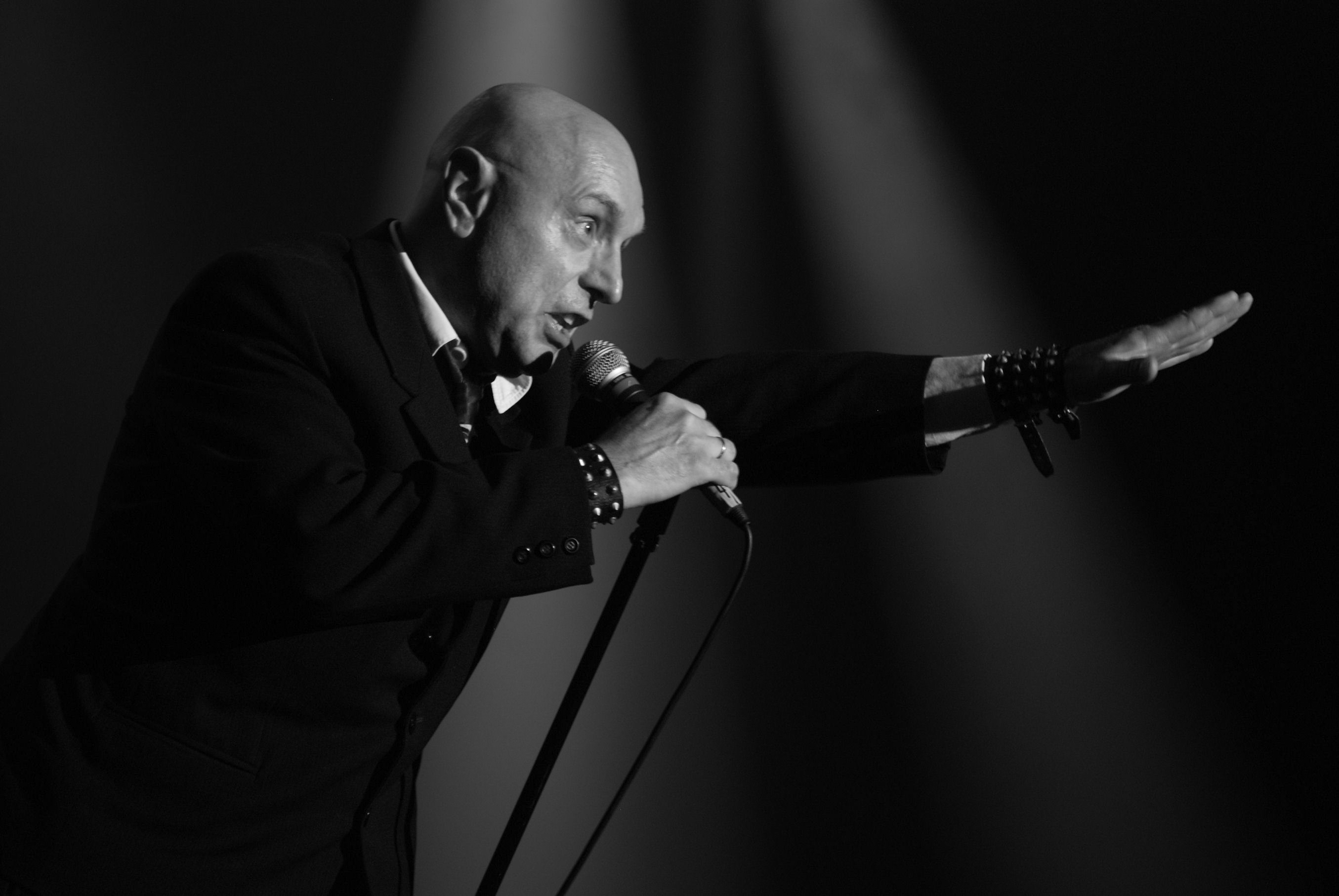
Ireneusz Dudek podczas 28. edycji Rawa Blues Festiwal

Ireneusz Dudek pseud. Shakin’ Dudi (ur. 7 maja 1951 w Katowicach) – polski kompozytor, wokalista, harmonijkarz i autor tekstów. Członek Akademii Fonograficznej ZPAV.

## Życiorys
Od najmłodszych lat zajmował się muzyką, najpierw rozpoczął naukę gry na skrzypcach, a następnie (samodzielnie) na harmonijce ustnej. Działalność artystyczną rozpoczął na początku lat 70. w amatorskiej wówczas grupie SBB. W tym okresie muzyk miał za sobą epizod, którym była współpraca z zespołem Twarze (Twarze Dzielnicy Południowej). W 1972 roku przez krótki okres współpracował z krakowskim zespołem bluesowym Hall.
W 1973 roku znalazł się w grupie En Face Jerzego Grunwalda, a także wraz z Maciejem Radziejewskim, Krystianem Wilczkiem i Markiem Surzynem stworzył swój pierwszy zespół Apokalipsa. W późniejszym okresie do grupy dołączyli: Jan Borysewicz, Andrzej Dybul i Rafał Rękosiewicz. W 1974 roku Dudek współpracował także z koncertowym wcieleniem grupy Breakout. W 1977 roku rozwiązał Apokalipsę i wraz z Janem Janowskim utworzył bluesowy duet Irjan, który koncertował, często zmieniając swój skład do roku 1980 (m.in. na imprezach bluesowych w Białymstoku, Poznaniu i Sopocie, a w latach 1979–1980 także w zachodnioniemieckich lokalach oraz w ośrodkach polonijnych Kanady i USA). Potem prowadził kolejne własne zespoły – Dudek Blues Band oraz Blues Session Ireneusza Dudka.
W 1981 roku zorganizował w Katowicach festiwal Rawa Blues Festival, który jest uważany za największy i najważniejszy festiwal bluesowy w Polsce.
W latach 1984–1987 i ponownie od 1999 występował jako rockandrollowy piosenkarz pod pseudonimem Shakin’ Dudi, tworząc pastiszowe piosenki do tekstów Dariusza Duszy. W tym repertuarze zaistniał dla szerszej publiczności. Kontynuacją tego stylu muzyki była grupa The Dudi’s powstała w roku 1986.
Równolegle Dudek zajmował się bluesem, m.in. grając w formacjach Big Blues Band, Big Band Boogie oraz Trio Dudek–Błędowski–Gembalski, a także współpracując z grupą Kwadrat.
W roku 1988 wyemigrował do Holandii, zamieszkał w Amsterdamie. W 1989 roku uległ ciężkiemu wypadkowi samochodowemu; odniesione obrażenia nie pozwoliły mu przez wiele miesięcy na kontynuowanie kariery. Jego powrót nastąpił podczas Rawy Blues w 1990 roku z zespołem Big Band Boogie. Do Polski na stałe wrócił w 1993 roku. Wraz z Irek Dudek Symphonic Blues koncertował w Europie Zachodniej, nagrał też program dla niemieckiej telewizji WDR.
Fascynacja Dudka neo swingiem przyniosła 3 płyty, wydane pod szyldem Shakin’ Dudi, z muzyką łączącą rock’n’rolla i swing. W 2004 roku Shakin’ Dudi w sześcioosobowym składzie nagrał program telewizyjny Shakin’ Dudi – śpiewak przebojów. Od tego momentu zespół wznowił aktywną działalność koncertową. W 2008 roku, w nowym składzie (ze starego pozostał tylko Dusza) Shakin’ Dudi wydał album Złota płyta – ciąg dalszy. W październiku tego roku ukazał się Ziuta Blues, biografia Dudka autorstwa Marcina Babko. Jest prezesem Stowarzyszenia Miłośników Muzyki Bluesowej.
Jest żonaty. Ma córkę Agatę, druga córka Dorota, zmarła w 2001 w wieku 7 lat. Został ambasadorem zorganizowanych w Krakowie Światowych Dni Młodzieży 2016.

## Nagrody
- 1985: nagroda publiczności na KFPP w Opolu za piosenkę „Au sza la la la”[1].
- 1996: laureat nagrody im. M. Jurkowskiej przyznawanej przez Program III Polskiego Radia[5].
- 2005: Cegła Janoscha za rozsławianie Górnego Śląska przyznana przez czytelników katowickiej Gazety Wyborczej[9].

## Dyskografia
- 1985: Złota płyta
- 1986: Irek Dudek No 1
- 1987: The Dudi’s
- 1989: Nowa płyta
- 1991: Bands of 80's (kompilacja)
- 1994: New Vision Of Blues (reedycja Selles 2000)
- 1999: Swing Revival
- 1999: Platynowa płyta
- 2002: Płyta roku
- 2006: Anthology 1976-2006 (box, 11 CD)[10]
- 2007: Ty wciąż taki sam od 30 lat (DVD)
- 2007: Gwiazdy polskiej muzyki lat 80. (płyta z gazetą Dziennik)
- 2008: Złota płyta – ciąg dalszy
- 2009: 25
- 2010: Dudek Bluesy
- 2011: ...bo ładnym zawsze lżej...
- 2024: Złota płyta – przeboje

Gościnnie
- 2006: Skibiński – Winder Super Session